# كرينوفيت
الكرينوفيت، هو معدن نيزكي بلون أخضر زمردي وبنية ثلاثية الميل، يتكون من الكروم والمغنيسيوم والأوكسجين والسيليكون والصوديوم، وينتمي إلى مجموعة الأينيغمايت. تم اكتشافه داخل عقيدات الجرافيت في ثلاثة نيازك حديدية، وهي نيازك كانيون ديابلو وويشيتا كاونتي ويوندجين. سُمي المعدن تكريمًا ليفغيني كرينوف، الباحث الروسي في مجال النيازك. يُصنف المعدن كثلاثي سيليكات عشاري الأكسجين ضمن الفئة الفرعية للسيليكات الثنائية.